# 染まるよ
「染まるよ」（そまるよ）は、チャットモンチーの9枚目のシングル。2008年11月5日発売。発売元はKi/oon Records。CDコードはKSCL-1301。初回限定版は型抜きジャケット。

## 解説
1曲目の「染まるよ」は、日本テレビ系「トンスラ」の主題歌である。プロデューサーに初めて亀田誠治を迎えているほか、すべての曲でプロデューサーが異なり、様々な曲調の曲を含むシングルとなっている。「染まるよ」は、次回発売されるアルバムの中に入る予定であったが、本人たちの強い希望によりシングル化された。

## 収録曲
- 全作曲：橋本絵莉子、全編曲：チャットモンチー

1. 染まるよ
（作詞：福岡晃子）
日本テレビ 深夜ドラマ「トンスラ」主題歌。
2. 愛捨てた
（作詞：高橋久美子）
3. RPG
（作詞：福岡晃子）

## 収録アルバム
- 告白 (#1)
- 表情＜Coupling Collection＞ (#2,3)
- チャットモンチー BEST〜2005-2011〜 (#1)
- BEST MONCHY 1 -Listening- (#1)